# اکوانگا
اکوانگا (به لاتین: Akwanga) یک سکونتگاه مسکونی در نیجریه است که در ایالت ناساراوا واقع شده‌است.